# Tricholaema
Tricholaema – rodzaj ptaków z podrodziny wąsali (Lybiinae) w rodzinie tukanowatych (Ramphastidae).

## Zasięg występowania
Rodzaj obejmuje gatunki występujące w Afryce Subsaharyjskiej.

## Morfologia
Długość ciała 12–18 cm; masa ciała 17–63 g.

## Systematyka

### Etymologia
- Tricholaema: gr. θριξ thrix, τριχος trikhos „włosy”; λαιμος laimos „gardło”[5].
- Notopogonius: gr. νοτος notos „południe”; rodzaj Pogonias Illiger, 1811 (wąsal)[6]. Gatunek typowy: Bucco leucomelas Boddaert, 1783.

### Podział systematyczny
Do rodzaju należą następujące gatunki:
- Tricholaema hirsuta (Swainson, 1821) – kosmatek
- Tricholaema diademata (von Heuglin, 1861) – głowaczek białogardły
- Tricholaema frontata (Cabanis, 1880) – głowaczek plamisty
- Tricholaema leucomelas (Boddaert, 1783) – głowaczek białolicy
- Tricholaema lacrymosa Cabanis, 1878 – głowaczek czarnopierśny
- Tricholaema melanocephala (Cretzschmar, 1829) – głowaczek mały